# NGC 19
NGC 19 je galaksija u zviježđu Andromeda.

## Vanjske poveznice
- SEDS: NGC 0019